# Ekaterina Renzhina
Ekaterina Renzhina (en russe : Екатерина Ренжина ; née le 18 octobre 1994) est une athlète russe, spécialiste du sprint.

## Palmarès
| Date | Compétition                       | Lieu      | Résultat | Épreuve   | Performance   |
| ---- | --------------------------------- | --------- | -------- | --------- | ------------- |
| 2011 | Festival olympique de la jeunesse | Trabzon   | 1re      | 200 m     | 23 s 64       |
| 2011 | Festival olympique de la jeunesse | Trabzon   | 3e       | 4 x 100 m | 46 s 58       |
| 2012 | Championnats du monde juniors     | Barcelone | 3e       | 4 x 400 m | 3 min 36 s 42 |
| 2013 | Universiade                       | Kazan     | 1re      | 4 × 400 m | 3 min 26 s 61 |
| 2013 | Championnats d'Europe juniors     | Rieti     | 3e       | 400 m     | 52 s 27       |
| 2014 | Championnats d'Europe par équipes | Brunswick | 7e       | 4 × 400 m | 3 min 30 s 36 |
| 2014 | Championnats d'Europe             | Zurich    | 4e       | 4 x 400 m | 3 min 25 s 02 |
| 2015 | Championnats d'Europe espoirs     | Tallinn   | 2e       | 400 m     | 51 s 51       |
| 2015 | Championnats d'Europe espoirs     | Tallinn   | 3e       | 4 x 400 m | 3 min 30 s 78 |
| 2015 | Jeux mondiaux militaires          | Mungyeong | 2e       | 4 x 100 m | 44 s 20       |
| 2015 | Jeux mondiaux militaires          | Mungyeong | 1re      | 4 x 400 m | 3 min 28 s 75 |

## Records
| Épreuve    | Performance | Lieu   | Date            |
| ---------- | ----------- | ------ | --------------- |
| 100 mètres | 11 s 31     | Yerino | 6 juin 2015     |
| 200 mètres | 22 s 61     | Yerino | 10 juillet 2014 |
| 400 mètres | 51 s 21     | Yerino | 14 juillet 2017 |

| Épreuve    | Performance | Lieu   | Date            |
| ---------- | ----------- | ------ | --------------- |
| 60 mètres  | 7 s 53      | Samara | 31 janvier 2013 |
| 200 mètres | 23 s 37     | Moscou | 28 janvier 2015 |
| 400 mètres | 51 s 35     | Moscou | 26 février 2022 |